# بيتر لوتينبيرجير
بيتر لوتينبيرجير (بالألمانية: Peter Luttenberger)‏ مواليد 13 ديسمبر 1972 في النمسا، هو دراج نمساوي في صنف سباق الدراجات على الطريق. شارك في دورة الألعاب الأولمبية الصيفية.

## سباقات أو مراحل فاز بها
- طواف سويسرا

## روابط خارجية
- بيتر لوتينبيرجير على موقع الاتحاد الدولي للدراجات (الإنجليزية)
- بيتر لوتينبيرجير على موقع أرشيف الدراجات (الإنجليزية)
- بيتر لوتينبيرجير على موقع إحصائيات الدراجات الإحترافية (الإنجليزية)
- بيتر لوتينبيرجير على موقع نسبة الدراجات (الإنجليزية)
- بيتر لوتينبيرجير على موقع CycleBase (الإنجليزية)
- بيتر لوتينبيرجير على موقع أوليمبيديا (الإنجليزية)
- Official homepage